# Anders Mattsson (fotograf)

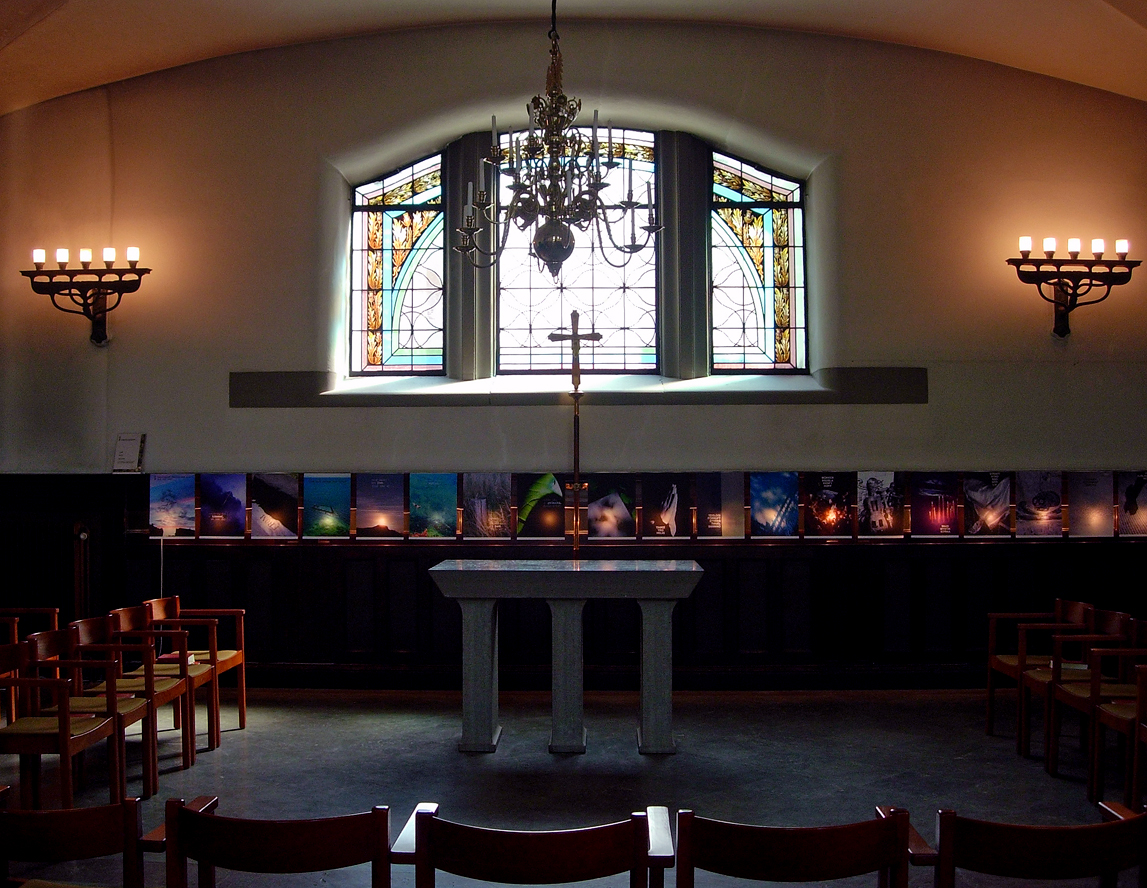
Från en utställning i S:t Johanneskyrkan i Malmö 2007.

Carl Anders Lennart Mattsson, född 10 januari 1942 i Norrköping, död 5 december 2020 i Malmö, var en svensk fotograf och konstnär.

## Biografi
Anders Mattsson växte upp i Norrköping och började där som lärling och assistent hos fotograf Nils Beckman under sju år på 1960-talet, då han också hade sina första egna fotoutställningar på Norrköpings stadsbibliotek. Därefter blev han teaterfotograf på Norrköpings stadsteater ett par år. I början av 1970-talet flyttade han till Malmö, där han 1971–2007 kom att verka som  husfotograf för Malmö Stadsteater och sedermera Malmö Opera, Skånes Dansteater och Malmö symfoniorkester med dokumentering av närmare 1000 produktioner. På 2000-talet började han också med konstnärligt måleri och experimentella blandkollage av foto och olika andra konsttekniker. Från 2007 tillverkade han även handgjort papper som en del i det konstnärliga arbetet. 
Han hade genom åren ett flertal utställningar av foto och annan konst i Sverige och utomlands. Anders Mattsson är gravsatt i minneslunden på Gamla kyrkogården i Malmö.

## Utställningar i urval
Norrköping
- 1998 – Norrköpings stadsbibliotek, foto
- 2011 – Konstforum, konst på papper
- 2012 – NP33, foto
- 2013 – NP33, foto

Malmö
- 1990 – Nordiska Kompaniet, foto
- 1998-2009 – Galleri Svanlunda, 10 utställningar, papperskonst och foto
- 2005 – Galleri Gamla Väster, foto
- 2007 – Sankt Johannes kyrka, foto
- 2008 – Galleri UR, foto och papperskonst
- 2013 – Galleri Vasli Souza, 4de våningen, papperskonst
- 2014 – Galleri Lilith Wallenberg, foto

Lund
- 1995 – Kulturen, foto
- 1997 – Kulturen, foto
- 1999 – Kulturen, foto

Blekinge
- 2006 – Bödeboden museum, Hanö, foto
- 2007 – Sölvesborgs museum, Sölvesborg, foto

Köpenhamn, Danmark
- 1989 – Fotografisk galleri, foto
- 2008 – Galloperiet, Christiania, foto och papperskonst
- 2011 – Galleri Krebsen, foto

London, England
- 1988 – Bruce Castle, foto
- 1989 – National Theatre, foto